# Sanfins do Douro
Sanfins do Douro ist eine Gemeinde (Freguesia) im portugiesischen Kreis Alijó. In ihr leben 1256 Einwohner (Stand 19. April 2021).